# Бешпельтир
Бешпельтир (рос. Бешпельтир) — село Чемальського району, Республіка Алтай Росії. Входить до складу Бешпельтирського сільського поселення.
Населення — 481 особа (2015 рік).